# Catedral de Lincoln
La catedral de Lincoln, de nombre completo: Iglesia Catedral de la Bienaventurada Virgen María de Lincoln (del inglés: The Cathedral Church of the Blessed Virgin Mary of Lincoln), en ocasiones también llamada catedral de Santa María (St. Mary's Cathedral) es una iglesia histórica de la ciudad de Lincoln, Inglaterra, sede de la diócesis de Lincoln de la Iglesia de Inglaterra.
Su construcción comprende desde finales del siglo XI hasta el siglo XIV. Es una de las catedrales más grandes de Gran Bretaña y una de las obras más significativas del arte gótico inglés. Está consagrada a la Virgen María y durante la Edad Media fue un centro de peregrinación debido a que alojaba las reliquias de San Hugo de Lincoln. Una de las características más distintivas de la catedral es el abundante uso de mármol Purbeck como material de construcción.

## Historia
La primera catedral de Lincoln fue construida por orden de Guillermo el Conquistador en 1072, y las obras fueron supervisadas por el obispo Remigio de Fécamp. Hasta entonces, la sede de la diócesis se hallaba en la Abadía de Dorchester. La obra, de estilo Gótico, quedó concluida en 1092, y sería consagrada el 9 de mayo de ese mismo año, dos días después de la muerte de Remigio. Alrededor de cincuenta años después, la mayor parte del edificio fue destruida por un incendio. El obispo Alejandro reconstruyó y expandió la catedral, pero sería destruida por un terremoto unos cuarenta años más tarde, en 1185.

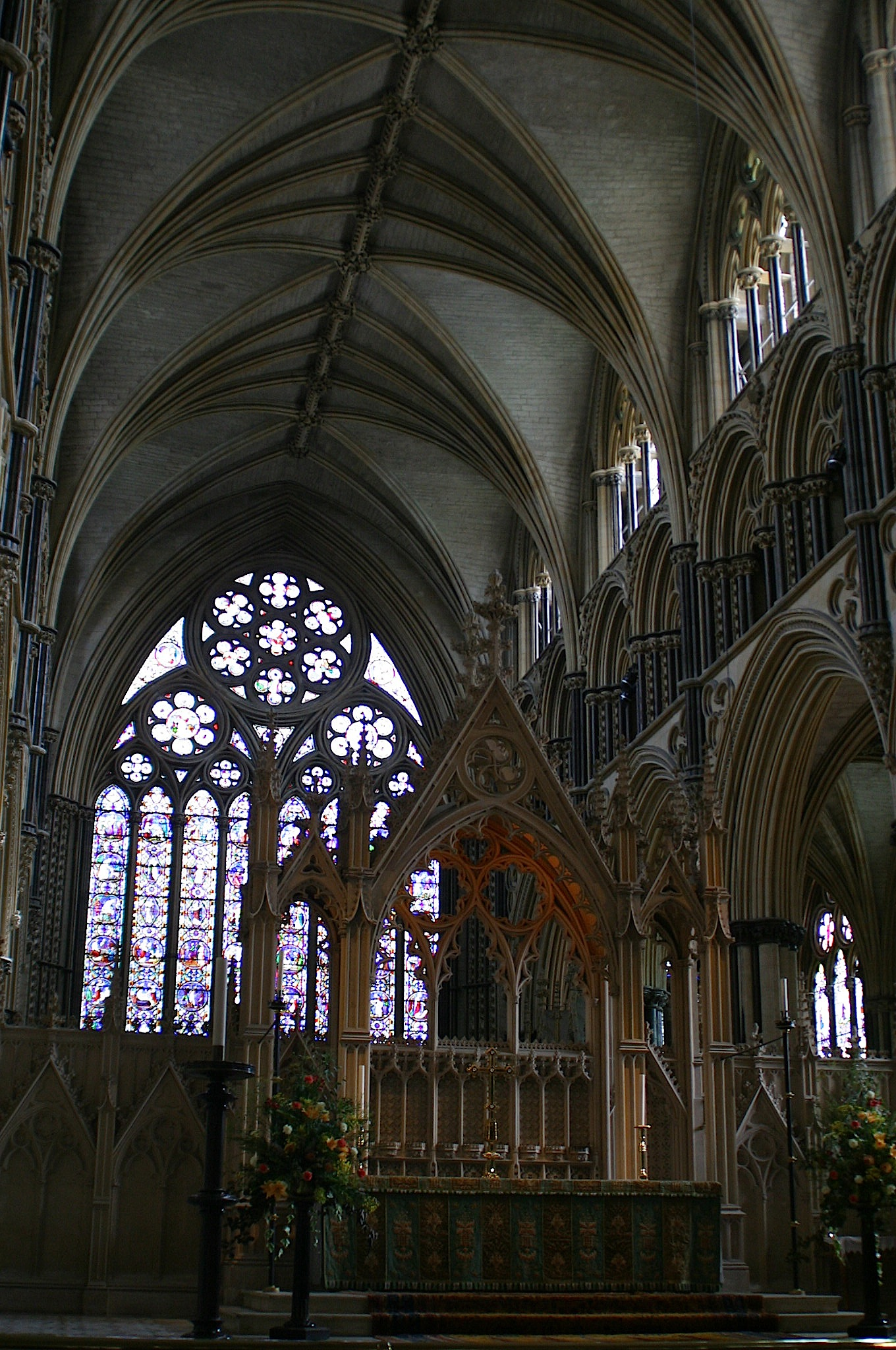
Coro y vitral oriental

Después del sismo, fue designado un nuevo obispo, San Hugo de Lincoln, originario de Avalon, Francia, quien comenzó un extenso programa de reconstrucción y expansión de la catedral. La reconstrucción comenzó en el extremo oriental del templo, con un ábside y cinco capillas pequeñas de forma redonda. La nave central fue construida en antiguo estilo gótico inglés. La catedral de Lincoln pronto incorporó otros avances arquitectónicos, como arbotantes y bóveda de crucería. Esto permitió la creación de vidrieras más grandes.
Las correspondientes vidrieras, llamadas el ojo del deán y el ojo del obispo fueron agregadas a la catedral poco después. El primero, en el transepto norte, data de la reconstrucción de 1192 iniciada por San Hugo, y fue terminado en 1235. El ojo del obispo, en el transepto sur, fue reconstruido 100 años después, en 1330.
Después de la adición del ojo del deán y otras añadiduras góticas mayores, se cree que hubo algunos errores en el soporte de la torre principal, porque entre 1237 y 1239 esta estructura colapsó. La construcción de una nueva torre comenzó pocos años después y en 1255 las autoridades de la catedral pidieron permiso a Enrique III para utilizar una parte de las murallas de la ciudad para expandir la catedral, incluyendo la reconstrucción de la torre principal y su chapitel. Las capillas redondas de tiempos de San Hugo fueron reemplazadas por una gran fachada oriental, ya que el templo fue agrandado en el oriente para poder alojar a un número cada vez mayor de peregrinos que llegaban a visitar los restos de San Hugo.
Entre 1307 y 1311 la torre central fue elevada hasta su altura actual de 83 metros. Las torres y la fachada occidentales también fueron remodeladas y agrandadas. En esta época, la torre central poseía un elevado chapitel de aguja elaborado en madera, que en 1549 se derrumbaría por causa de una tormenta. Con ese chapitel, la torre alcanzaba una altura de 160 metros. Otros cambios de la catedral fueron la elaborada obra escultórica de la fachada principal, las misericordias del siglo XIV y el coro de los ángeles (Angel choir), que destaca por las esculturas de ángeles talladas en madera, en el nivel del triforio.
En 1290 falleció Leonor de Castilla y su marido, el rey Eduardo I decidió honrar su memoria con un fastuoso funeral. Después del embalsamamiento, que en el siglo XIII incluía la evisceración, las vísceras de Leonor fueron sepultadas en la Catedral de Lincoln, y Eduardo colocó en el templo un duplicado de la tumba de la reina, cuyo original se localiza en la Abadía de Westminster. Del duplicado medieval de Lincoln sólo sobrevive una pequeña parte, pues la efigie fue destruida en el siglo XVII y reemplazada por una copia del siglo XIX. En el exterior de la catedral existen dos grandes estatuas identificadas como Eduardo y Leonor, pero debido a que fueron sujetas a extensas obras de restauración en el siglo XIX, probablemente en su origen no tenían el objetivo de representar a los monarcas.

## La catedral como panteón funerario
El denominado Angel Choir contiene la tumba de Remigio, el obispo de Guillermo el Conquistador que inició la construcción de la catedral románica.